# Bennett Miller
Bennett Miller (30 de diciembre de 1966) es un director de cine estadounidense, conocido por dirigir películas como Capote, Moneyball y Foxcatcher. Ha sido nominado dos veces al premio Oscar en la categoría Mejor dirección de filme

## Biografía
Bennet Miller nació en Nueva York, era hijo de una ama de casa y un pintor.
Comenzó su carrera en el cine dirigiendo el documental The Cruise de 1998. Rechazó varias ofertas de proyectos hasta que, en 2005, logró el apoyo para hacer Capote con Philip Seymour Hoffman como Truman Capote. La película fue un éxito y recibió nominaciones al premio Óscar, al BAFTA y a los Globos de Oro.
En 2009 dirigió Moneyball, un éxito tanto de crítica como de taquilla. Su película más reciente, Foxcatcher, es candidata a los Óscar de 2015. El filme comenzó a desarrollarse en 2006.

## Filmografía
- The Cruise (1998)
- Capote (2005)
- Thompson (2009)
- Moneyball (2011)
- The Question (2012)
- Foxcatcher (2014)

## Premios y distinciones
Premios Óscar
| Año  | Categoría      | Película   | Resultado |
| ---- | -------------- | ---------- | --------- |
| 2006 | Mejor director | Capote     | Nominado  |
| 2015 | Mejor director | Foxcatcher | Nominado  |

Premios BAFTA
| Año  | Categoría      | Película | Resultado |
| ---- | -------------- | -------- | --------- |
| 2006 | Mejor director | Capote   | Nominado  |

Festival Internacional de Cine de Cannes
| Año  | Categoría      | Película   | Resultado |
| ---- | -------------- | ---------- | --------- |
| 2014 | Mejor director | Foxcatcher | Ganador   |